# Ретамаль-де-Льєрена
Ретамаль-де-Льєрена (ісп. Retamal de Llerena) — муніципалітет в Іспанії, у складі автономної спільноти Естремадура, у провінції Бадахос. Населення — 499 осіб (2010).
Муніципалітет розташований на відстані близько 270 км на південний захід від Мадрида, 100 км на схід від Бадахоса.

## Демографія
Динаміка населення (INE ):

## Галерея зображень

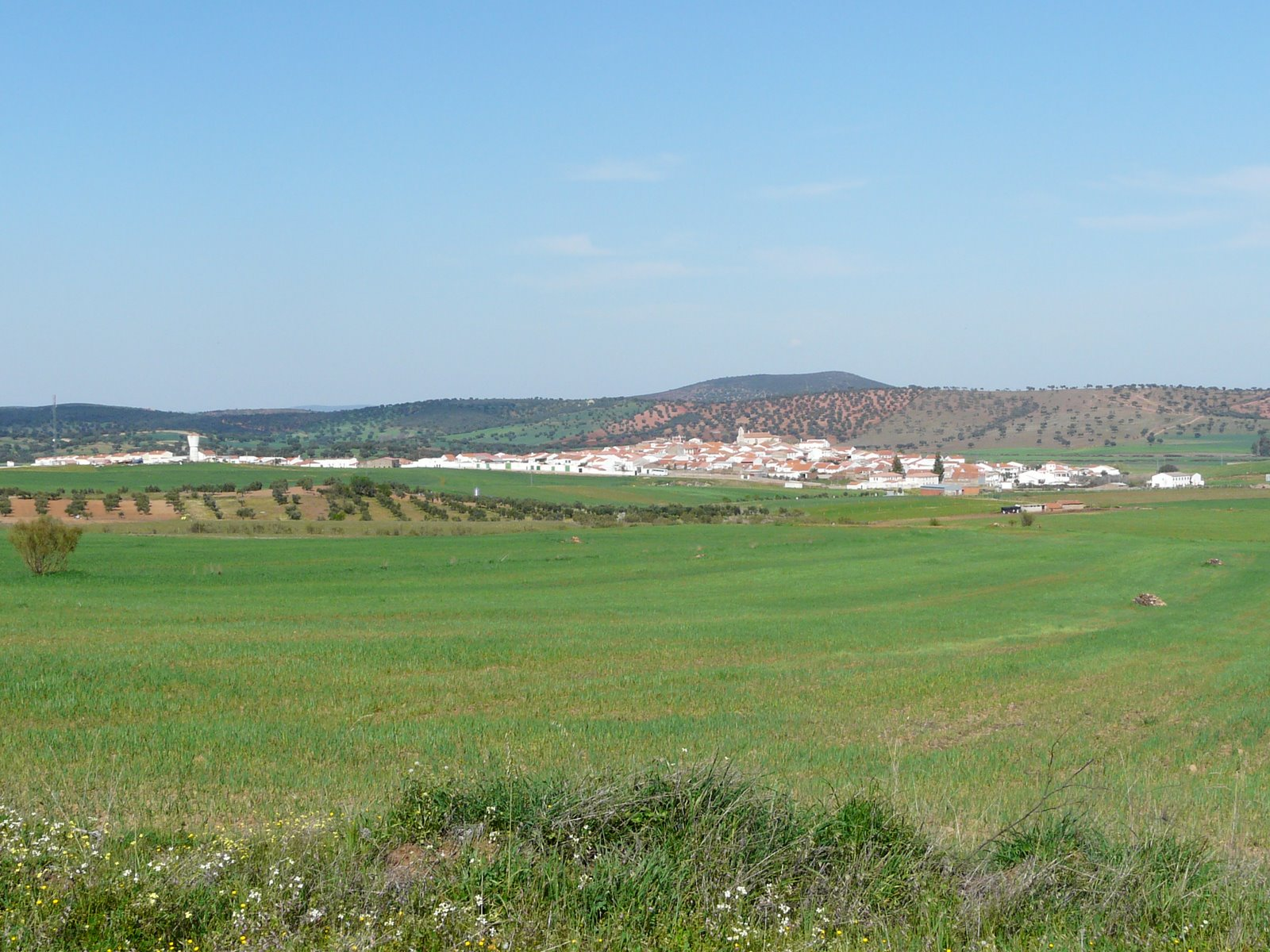
Панорама міста Ретамаль-де-Льєрена
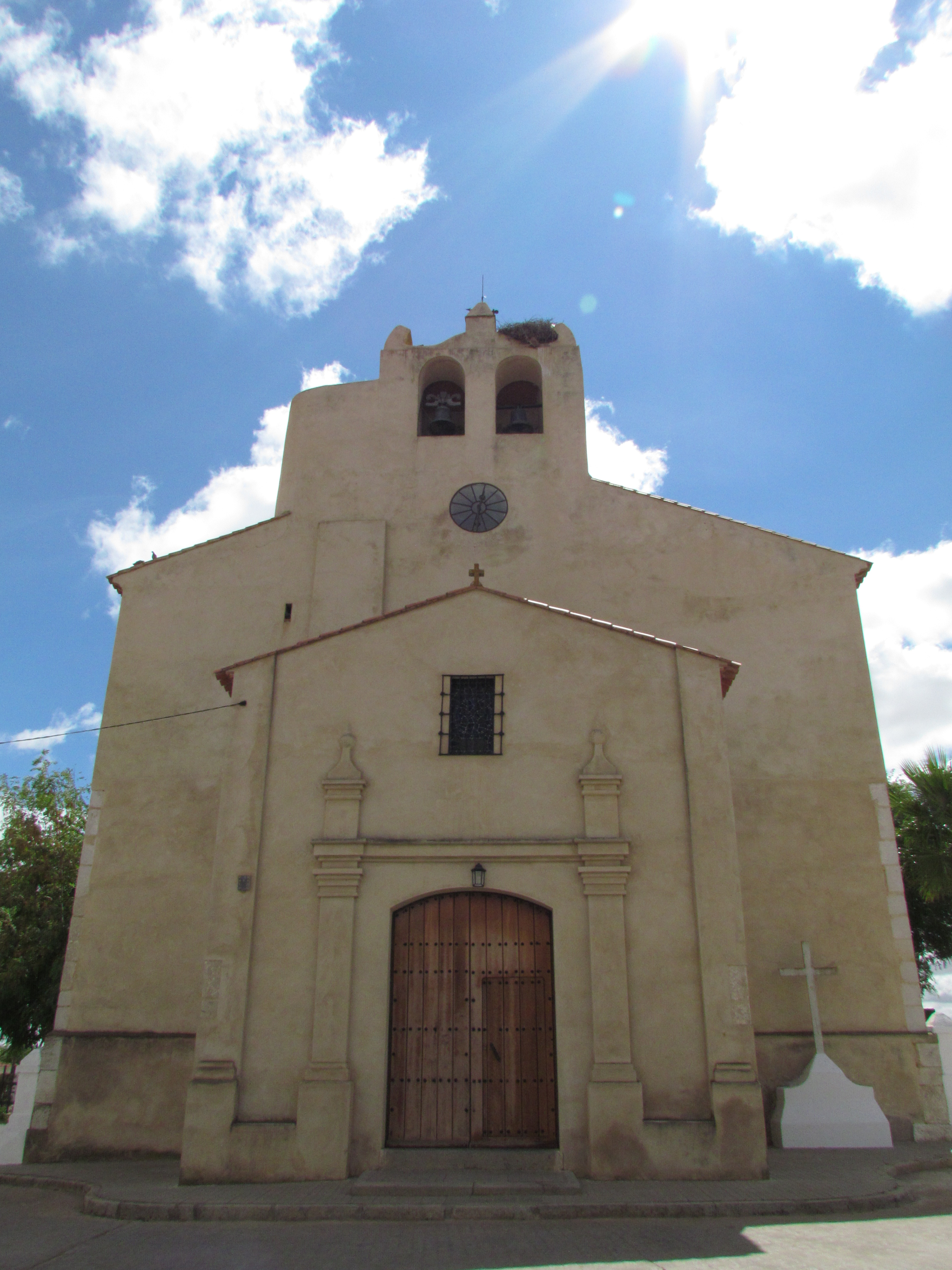
Церква Сан-Педро
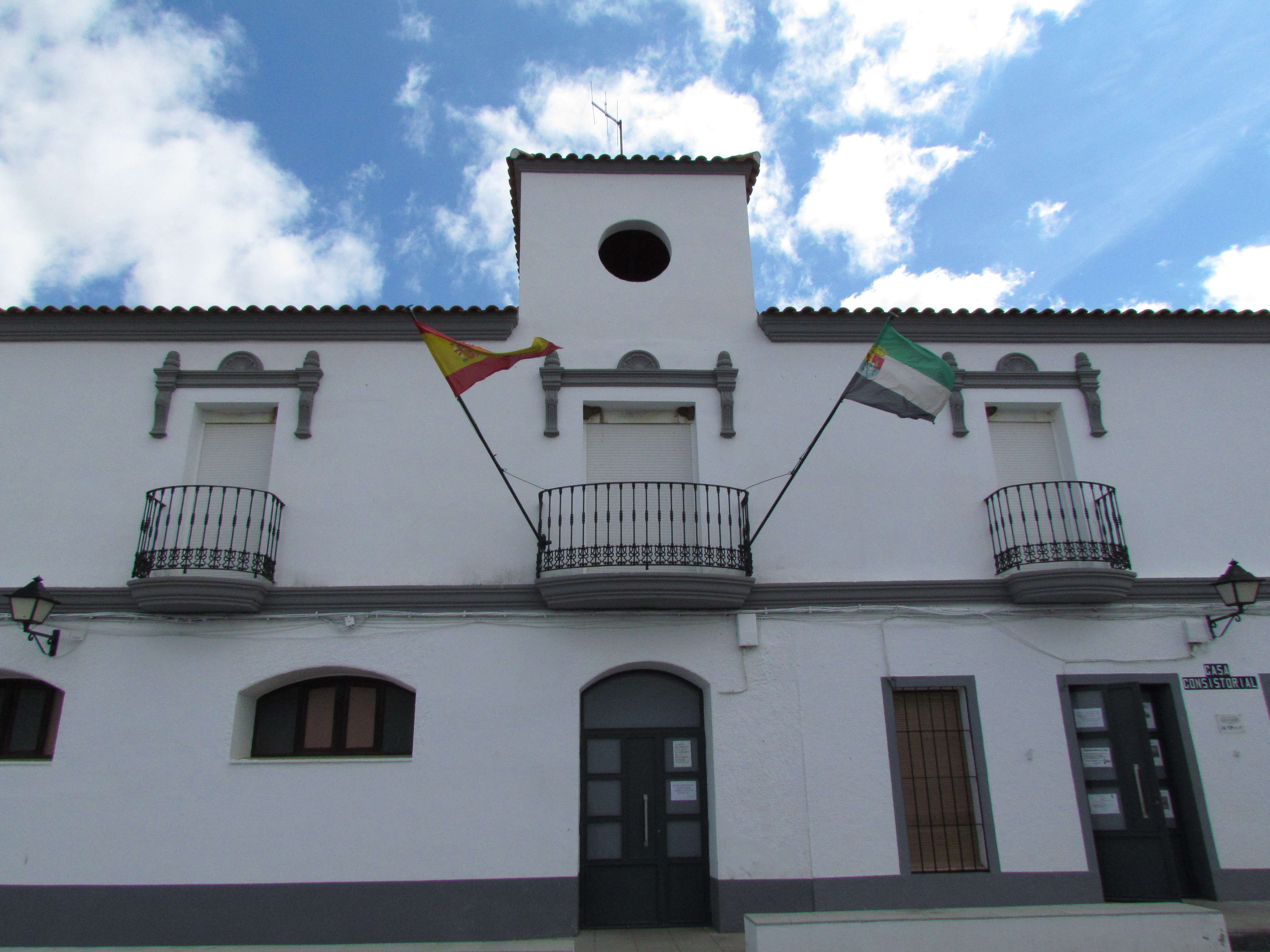
Муніципальна рада